# سامانه تعلیق
سامانه تعلیق یا فنربندی (به انگلیسی: Suspension) بخشی از خودرو است که باعث می‌شود نوسانات حاصل از حرکت خودرو بر روی سطوح ناهموار به جِرم معلق که شامل اتاق، شاسی، متعلقات و سرنشینان وارد نشود. سامانه تعلیق از جِرم فنربندی‌شده، فنر، کمک‌فنر و جِرم فنربندی‌نشده تشکیل شده‌است.
سامانه تعلیق خودرو دو وظیفهٔ مهم را برعهده دارد که یکی جذب نوسانات و ارتعاشات وارد به چرخ‌ها بر اثر ناهمواری‌های جاده و دیگری تماس مؤثر لاستیک چرخ‌ها با سطح جاده است. در سامانه تعلیق خودرو همیشه دو مقوله مورد بحث بوده: یکی کیفیت سواری دادن و دیگری قابلیت هدایت و کنترل، که این دو مرتباً در تضاد با یکدیگرند. به عبارت دیگر، بهبود یکی باعث بروز اشکال در دیگری می‌شود.

## انواع سامانه تعلیق
- سامانه تعلیق وابسته یا یکپارچه
- سامانه تعلیق مستقل

سامانه‌های تعلیق متداول از عقب به‌ترتیب: Live axle with Watt bar Suspension like on a bike fork Swing axle دوجناقی مک فرسون این دیاگرام کامل نیست و شماتیک است.

به‌طورکلی سامانه‌های تعلیق به‌صورت‌های زیر طبقه‌بندی می‌شوند:
طبقه‌بندی ازنظر استقلال:
۱- تعلیق‌های مستقل
۲- تعلیق‌های صُلب و وابسته
۳- تعلیق‌های نیمه‌مستقل
و طبقه‌بندی ازنظر محرک بودن:
۱- تعلیق محرک
۲- تعلیق غیرمحرک
و طبقه‌بندی ازنظر:
۱- کاربری در جلو
۲- کاربری در عقب